# Vauchonvilliers
Vauchonvilliers ist eine französische Gemeinde mit 172 Einwohnern (Stand: 1. Januar 2022) im Département Aube in der Region Grand Est. Sie gehört zum Kanton Vendeuvre-sur-Barse und zum Arrondissement Bar-sur-Aube. 
Sie wird von der SNCF durch die Bahnstrecke Paris–Mulhouse mit dem Bahnhof Vauchonvilliers-Maison-des-Champs bedient und ist umgeben von folgenden Nachbargemeinden:
| Amance              |                                             | Jessains                    |
|                     | Kompassrose, die auf Nachbargemeinden zeigt | Bossancourt, Dolancourt     |
| Vendeuvre-sur-Barse | Magny-Fouchard                              | Argançon, Maison-des-Champs |

## Bevölkerungsentwicklung
| Jahr                      | 1962 | 1968 | 1975 | 1982 | 1990 | 1999 | 2008 | 2016 |
| ------------------------- | ---- | ---- | ---- | ---- | ---- | ---- | ---- | ---- |
| Einwohner                 | 206  | 176  | 166  | 151  | 134  | 123  | 134  | 159  |
| Quelle: Cassini und INSEE |      |      |      |      |      |      |      |      |

## Sehenswürdigkeiten
- Kirche Saint-Pierre-et-Saint-Paul